# Zwartgevlekte herfstuil
De zwartgevlekte herfstuil (Agrochola litura) is een vlinder uit de familie van de uilen (Noctuidae).

## Beschrijving
De voorvleugellengte bedraagt tussen de 14 en 17 millimeter. De grondkleur van de voorvleugels is roodbruin; aan de vleugelbasis is de kleur vaak wat lichter. Langs de costa bevinden zich een aantal opvallende zwarte vlekken. De achterste daarvan heeft een L-achtige vorm. De ringvelk en niervlek hebben een wittige rand en zijn soms iets donkerder ingevuld.

## Waardplanten
De zwartgevlekte herfstuil gebruikt diverse kruidachtige planten en ook loofbomen als waardplanten. De rups is te vinden van april tot juni. De soort overwintert als ei.

## Voorkomen
De soort komt verspreid over het Europa en Voor-Azië voor, mogelijk ook in Noord-Afrika, maar daar is geen betrouwbaar beeld in verband met het voorkomen van de zeer gelijkende Agrochola meridionalis.

### In Nederland en België
De zwartgevlekte herfstuil is in Nederland alleen bekend als zeer zeldzame zwerver. In België is het een zeldzame soort, die vooral bekend is uit het zuiden. De vlinder kent één generatie, die vliegt van halverwege juli tot en met oktober.